# Isola di Martignano
Marinetta, nota anche come Isola delle Conchiglie è un'isola dell'Italia nella Laguna di Marano.
Si trova vicino alla penisola di Lignano Sabbiadoro.

## Geografia
L’isola di Martignano, grossa barena sedimentale, più nota come "isola delle conchiglie", sorge di fronte all’estremo est della penisola di Lignano da cui dista poche centinaia di metri.

Ricchissima di flora e fauna rappresenta un luogo ideale per gli escursionisti amanti della natura incontaminata, che la frequentano assiduamente durante tutta l’estate. Il suo litorale verso il mare aperto è composto da sabbia dorata. Oltre che per la balneazione in acque pulitissime, i bagni di sole, le passeggiate al suo interno alla ricerca di qualche specie avicola rara, o la raccolta di splendide conchiglie che il mare riporta sulla spiaggia, l’isola è meta abituale di "Kiters" poiché ha brezze ideali per gli amanti di questo sport, che ne hanno fatta la loro sede abituale.